# Jorge Palma
Jorge Manuel de Abreu Palma (* 4. Juni 1950 in Lissabon) ist ein portugiesischer Liedermacher und Rockmusiker.

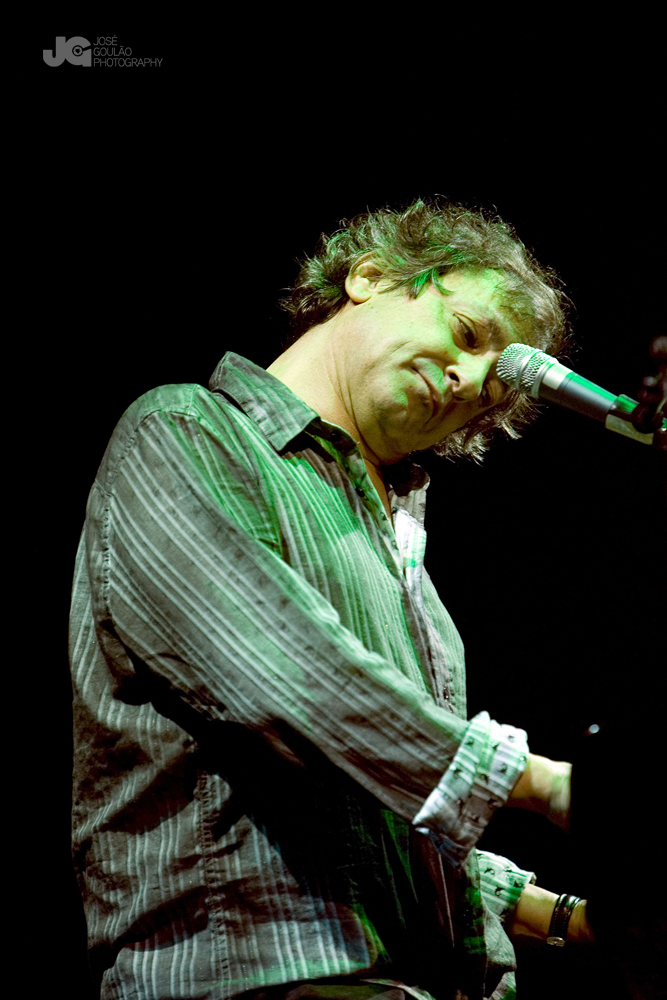
Jorge Palma (2007)

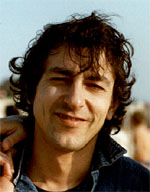
Jorge Palma (1982)

## Leben
Er begann im Alter von sechs Jahren Klavier zu spielen. Mit 13 Jahren belegte er den zweiten Platz in einem Jugend-Musik-Wettbewerb in Palma. 1964 wandte er sich von der Klassischen Musik ab und widmete sich dem Pop/Rock. In Eigeninitiative erlernte er das Gitarrenspiel und spielte 1967 erstmals in einer Band, den Black Boys, deren Mitglieder überwiegend aus Santarém stammten. An der Algarve versuchten sie, von ihrer Musik zu leben. 1969 wurde er Teil der Gruppe Sindikato (auch Sindicato), die anfangs Hard Rock spielte, sich dann aber zunehmend dem Jazzrock zuwandte. Die Band trat 1971 bei der ersten Ausgabe des Festival de Vilar de Mouros auf und nahm bis zu ihrer Auflösung lediglich eine Single und ein Album mit Coverversionen auf.
Seine erste eigene Schallplatte, die Single The Nine Billion Names Of God, nahm Palma 1972 auf. Im gleichen Jahr brach er sein 1969 aufgenommenes Ingenieurstudium an der Universität Lissabon ab und begab sich auf eine Reise durch Kanada, die USA, und die Karibik. Nachdem er bei Ary dos Santos Unterricht genommen hatte, um das Verfassen seiner Liedtexte zu verbessern, veröffentlichte Palma 1972 seine erste portugiesischsprachige Single, A Última Canção (dt.: Das letzte Lied).
Um seiner Einberufung zum Militär und einem Einsatz im Portugiesischen Kolonialkrieg zu entgehen, ging Palma noch 1973 mit seiner ersten Frau Gisela Branco nach Kopenhagen, wo er im dortigen Sheraton-Hotel als Hilfskraft arbeitete. Nach der Nelkenrevolution 1974 kehrte er nach Portugal zurück, wo er verstärkt als Liedtexter und Arrangeur für andere Musiker tätig war, u. a. für Amália Rodrigues. 1975 erschien Palmas erstes Album Com Uma Viagem na Palma da Mão (dt.: Mit einer Reise auf der Handfläche). Nach Erscheinen seines zweiten Albums (´Té Já, dt.: Bis gleich) im Jahr 1977 tourte er zunächst als Begleitmusiker mit Paco Bandeira durch Brasilien und reiste anschließend nach Spanien, wo er in Marbella, Barcelona, auf Ibiza und in Palma de Mallorca seinen Unterhalt als Straßenmusiker bestritt.
Die Jahre 1978 und 79 verbrachte er überwiegend in Paris, erneut als Straßenmusiker, bevor er 1979 nach Lissabon zurückkehrte und dort sein drittes Album aufnahm. Nach einem erneuten Paris-Aufenthalt 1980, mit seiner zweiten Frau Graça Lamy, ging er 1982 wieder zurück nach Lissabon, um ein weiteres Album aufzunehmen.
1983 wurde Palmas erster Sohn Vicente geboren. Mit dem nächsten Album O Lado Errado da Noite (dt.: Die falsche Seite der Nacht) erlangte Jorge Palma erstmals größere Aufmerksamkeit in Portugal. 1986 schloss er sein Piano-Studium am Nationalkonservatorium (heute Escola Superior de Teatro e Cinema bzw. Escola Superior de Música de Lisboa) ab und nahm sein nunmehr siebtes Album auf. Es folgte eine Reihe weiterer Veröffentlichungen, neben Arbeiten fürs Theater. In den 1990er Jahren trat er vor allem mit Neuinterpretationen eigener Stücke auf. Durch zahlreiche Konzerte erlangte er innerhalb der portugiesischen Musikszene Popularität. So begleiteten ihn zeitweise auch Musiker der Xutos & Pontapés (Kalú und Zé Pedro) und von Rádio Macau (Alex und Flak) als Palma´s Gang, mit denen er 1993 ein Live-Album veröffentlichte. Diverse weitere Solo-Alben folgten. Seither ist Palma auch einem breiten Publikum bekannt als Schlüsselfigur der Rockmusik Portugals.

## Rezeption
Palma ist in Portugal für seine Musik und unabhängige Lebensführung abseits aller Trends bekannt. Er erlangte damit Aufmerksamkeit und Anerkennung innerhalb der Musikszene - auch durch Projekte wie Palma´s Gang.
Mit seinem Album Voo Nocturno (dt.: Nachtflug), das sich 46 Wochen in den portugiesischen Verkaufscharts hielt, erreichte er 2004 erstmals die Spitze der Landeshitparade

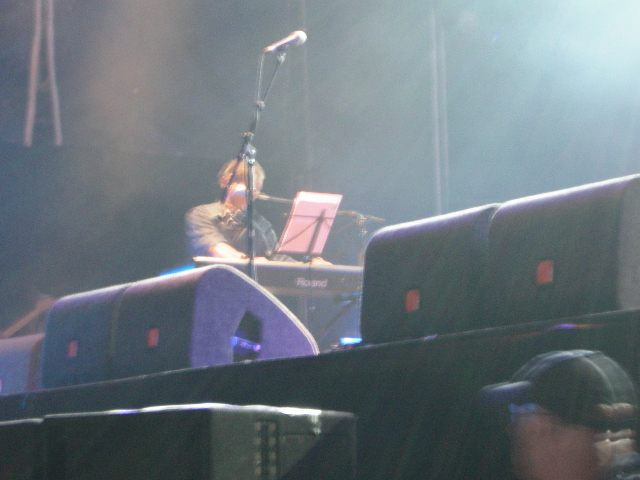
Jorge Palma 2005 beim Festival von Vilar de Mouros

Seine Position als heutzutage allgemein anerkannter Musiker und Songschreiber in der portugiesischen Musiklandschaft wurde durch seine Rolle als fiktiver Jorge Palma im Kinofilm Refrigerantes e Canções de Amor 2016 untermauert.

## Diskografie

### Studioalben
| Jahr | Titel                                | Höchstplatzierung, Gesamtwochen, AuszeichnungChartsChartplatzierungen (Jahr, Titel, Platzierungen, Wochen, Auszeichnungen, Anmerkungen) | Anmerkungen                |
| Jahr | Titel                                | PT | Anmerkungen                |
| ---- | ------------------------------------ | --- | -------------------------- |
| 2004 | Norte                                | PT6 Silber · (8 Wo.)PT |                            |
| 2007 | Voo nocturno                         | PT1 ×2Doppelplatin · (46 Wo.)PT |                            |
| 2011 | Com todo o respeito                  | PT2 Gold · (9 Wo.)PT |                            |
| 2019 | Só                                   | PT21 (17 Wo.)PT | Erstveröffentlichung: 1991 |
| 2020 | Bairro do amor                       | PT38 (3 Wo.)PT |                            |
| 2021 | Dá-me lume - O melhor de Jorge Palma | PT20 (8 Wo.)PT | Best-of-Album              |
| 2023 | Vida                                 | PT2 (8 Wo.)PT |                            |

Weitere Studioalben
- 1975: Com Uma Viagem na Palma da Mão
- 1977: ’Té Já
- 1979: Qualquer Coisa Pá Música
- 1982: Acto Contínuo
- 1984: Asas e Penas
- 1985: O Lado Errado da Noite
- 1986: Quarto Minguante
- 1989: Bairro do Amor
- 1993: Ao vivo no Johnny Guitar (Palma´s Gang)
- 2001: É Prohibido Fumar
- 2009: Jorge Palma (CD+Comic der Serie BD Pop-Rock Português)

### Livealben
| Jahr | Titel                                    | Höchstplatzierung, Gesamtwochen, AuszeichnungChartsChartplatzierungen (Jahr, Titel, Platzierungen, Wochen, Auszeichnungen, Anmerkungen) | Anmerkungen        |
| Jahr | Titel                                    | PT | Anmerkungen        |
| ---- | ---------------------------------------- | --- | ------------------ |
| 2008 | Voo nocturno ao vivo                     | PT18 (2 Wo.)PT |                    |
| 2015 | Juntos - Ao vivo no Theatro Circo        | PT7 (26 Wo.)PT | mit Sérgio Godinho |
| 2017 | Só ao vivo                               | PT9 (9 Wo.)PT |                    |
| 2021 | 70 voltas ao sol - ao vivo com orquestra | PT2 (12 Wo.)PT |                    |

Weitere Livealben
- 2002: No Tempo dos Assassinos

### Kompilationen
- 2000: Dá-me lume

### Singles und EPs
- 1972: The Nine Billion Names of God
- 1973: A Última Canção
- 1975: O Pecado Capital (mit Fernando Girão)
- 1975: Viagem
- 1985: Deixa-me Rir
- 2001: Dormia tão sossegada
- 2004: Valsa de um homem carente
- 2007: Encosta-te a Mim
- 2011: Página em Branco

## Bibliografie
- Jorge Palma: Na Terra dos Sonhos. Quasi Edições, Vila Nova de Famalicão 2005, ISBN 978-989-5520879 (Liedtexte)
- Pedro Teixeira: Na Palma da Mão - Jorge Palma Biografia Oficial. Prime Books, S. João do Estoril 2008, ISBN 978-989-6550073